# Świadkowie Jehowy na Dominice
Świadkowie Jehowy na Dominice – społeczność wyznaniowa  na Dominice, należąca do ogólnoświatowej wspólnoty Świadków Jehowy, licząca w 2023 roku 413 głosicieli, należących do 10 zborów. W 2023 roku na dorocznej uroczystości Wieczerzy Pańskiej zgromadziły się 1272 osoby (ok. 2% mieszkańców kraju). Działalność miejscowych głosicieli koordynuje Amerykańskie Biuro Oddziału w Wallkill w Stanach Zjednoczonych.

## Historia
Działalność na wyspie rozpoczął około roku 1912 misjonarz ze Stanów Zjednoczonych – Evander Joel Coward. W roku 1915 inny misjonarz, William R. Brown, korespondował i przesyłał publikacje religijne mężczyźnie o nazwisku De Boin. W roku 1920 Brown razem z żoną prowadził działalność kaznodziejską na Dominice. Wyświetlał również Fotodramę stworzenia. W 1926 roku na wyspie działał już 26-osobowy zbór.
W latach 30. XX wieku działalność ta spotkała się z ostrym sprzeciwem ówczesnych władz. Na przełomie lat 40. i 50. XX wieku na wyspę przybyli pierwsi misjonarze, absolwenci Szkoły Gilead. W roku 1952 przekroczono liczbę 50 głosicieli, sześć lat później – 100. W roku 1974 liczba głosicieli wzrosła do 200, w roku 1995 – do 300, a w roku 2012 działało ich 463. W 2017 roku zorganizowano pomoc humanitarną po przejściu huraganu Irma. Do 2019 roku nadzór nad działalnością Świadków Jehowy na Dominice koordynowało Biuro Oddziału na Barbadosie.
Zebrania zborowe odbywają się w językach: angielskim, chińskim, kreolskim (Haiti) i amerykańskim migowym, a kongresy w językach: angielskim, hiszpańskim, kreolskim i amerykańskim migowym. Sala Zgromadzeń znajduje się w Canefield, a Sale Królestwa w Canefield, Delices, Grand Bay, Marigot, Portsmouth, Roseau i San Sauveur.